# Hôtel du Cantal
Hôtel du Cantal est un tableau réalisé en avril 1961 par le peintre français Jean Dubuffet. Cette huile sur toile est un paysage urbain qui représente la circulation automobile dans une rue commerçante où l'on remarque notamment les enseignes d'un hôtel et d'une pharmacie mitoyens. Partie d'un important don d'œuvres fait par l'artiste en 1967, elle est conservée au musée des Arts décoratifs, à Paris.